# بینبریج ودلی
بینبریج ودلی (به انگلیسی: Bainbridge Wadleigh) سناتور سابق عضو حزب جمهوری‌خواه ایالات متحده آمریکا بود. وی در سال ۱۸۷۳ تا ۱۸۷۹ میلادی سناتور ایالت نیوهمپشایر در سنای ایالات متحده آمریکا بود.